# Подлесное (Литинский район)
Подлесное (укр. Підлісне) — село на Украине, находится в Литинском районе Винницкой области.
Код КОАТУУ — 0522486003. Население по переписи 2001 года составляет 572 человека. Почтовый индекс — 22337. Телефонный код — 4347.
Занимает площадь 0,14 км².
В селе действует храм Святителя Алексия Московского Литинского благочиния Винницкой епархии Украинской православной церкви.

## Адрес местного совета
22336, Винницкая область, Литинский р-н, с. Пеньковка, ул. Октябрьская, 83